# Église Saint-Pierre de Saint-Pé-de-Bigorre
Pour les articles homonymes, voir Église Saint-Pierre.
L'église Saint-Pierre de Saint-Pé-de-Bigorre est une église catholique située à Saint-Pé-de-Bigorre, dans le département français des Hautes-Pyrénées en France .

## Localisation
L'église est située dans le département français des Hautes-Pyrénées, sur la commune de Saint-Pé-de-Bigorre au bord de la route départementale D 937.

## Historique
L'édifice est classé au titre des monuments historiques en 1977.

## Galerie d'images

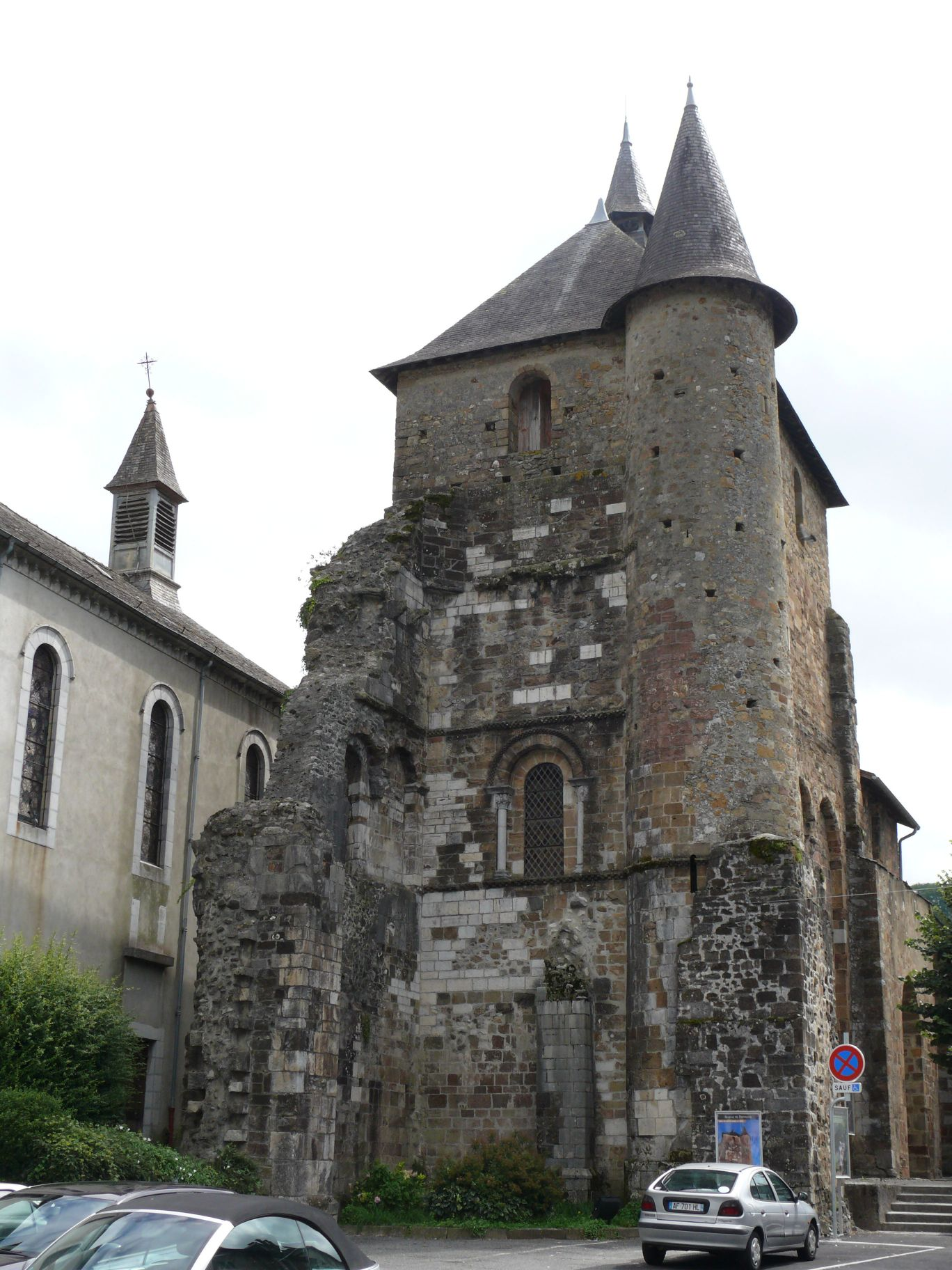
Le clocher
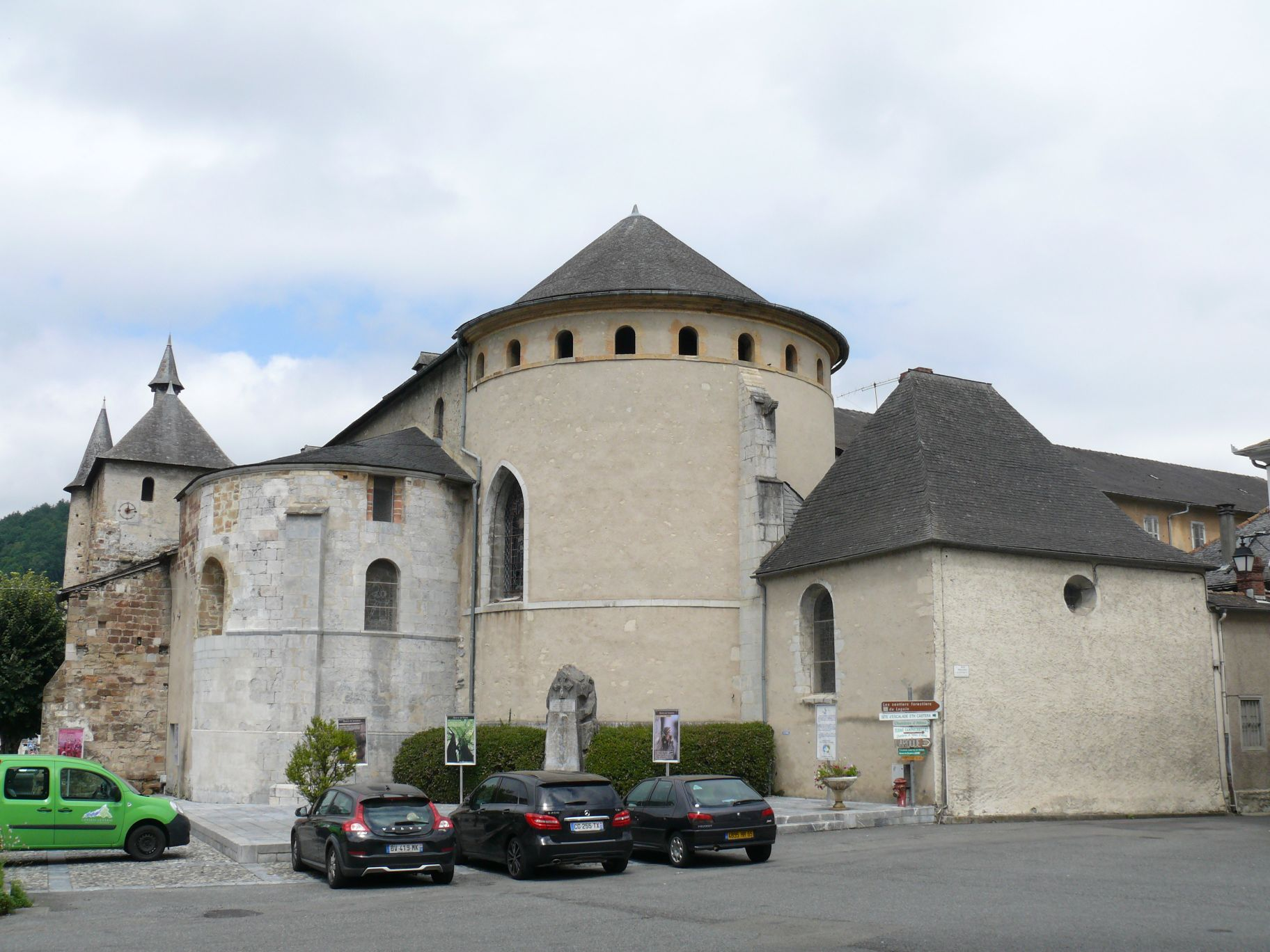
L'abside